# Dig tillhör äran
Dig tillhör äran är en psalm skriven 1926 av Nils Nordström. Texten är en översättning av Edmond Budrys text från 1885. Texten bearbetades 1986 av Birger Olsson.
Musiken är skriven 1745 av Georg Friedrich Händel. Psalmvers 2 är en bearbetad text från Romarbrevets 8:e kapitel, verserna 35-39.

## Publicerad i
- Psalmer och Sånger 1987 som nr 497 under rubriken "Kyrkoåret - Fastan"[1]